# Эфрос, Наталья Давыдовна
Наталья Давыдовна Эфрос (урождённая Гальперина; 21 октября 1889, Средний Икорец, Бобровский уезд, Воронежская губерния — 13 июня 1989, Москва) — советский литературовед и переводчик.

## Биография
Родилась 21 октября 1889 года в селе Средний Икорец Бобровского уезда Воронежской губернии в еврейской семье, отец Давид-Яков Срулевич (Израилевич) Гальперин (1857—?) был земским врачом.
В Москве жила с 1904 года. В 1910 году окончила женскую гимназию Алфёровых, в 1916 году — историческое отделение историко-филологического факультета Московского университета. Уже будучи студенткой, занималась переводами. Впоследствии работа литературоведа и переводчика (в основном с французского языка) стала её профессией. До середины 1930-х годов она работала в учреждениях, связанных с образованием: Центросоюз (1918—1920), Главпрофобр Наркомпроса (1921—1923), Наркомат Рабоче-крестьянской инспекции (1923—1925), инструктор Центрального института труда (1926—1927), а также в редакциях ряда издательств, в их числе журнал «Техника управления» Института техники управления (1927—1929). В период с 1929 по 1933 год была инструктором бюро Главного управления госсберкасс и госкредита. В 1933—1941 годах работала в редакции «Литературного наследства».
С началом Великой Отечественной войны поступила на курсы медсестёр, которые окончила в октябре 1941 года. Была эвакуирована из Москвы в Узбекистан, где работала медсестрой в инфекционного отделения Андижанской городской больницы, а затем на станции переливания крови. В Москву вернулась в 1943 году, занялась литературной и редакторской деятельностью. В 1945—1946 годах была старшим редактором Совинформбюро.
В 1946—1978 годах снова работала в редакции «Литературного наследства», одновременно в 1954—1978 годах была сотрудником Института мировой литературы. В 1970-х годах написала воспоминания о своем муже — искусствоведе Абраме Марковиче Эфросе.
Состояла членом Литфонда СССР и комитета литераторов при Гослитиздате. Рождённая на воронежской земле, поддерживала творческие связи с воронежскими литераторами, публиковалась в сборнике «А. В. Кольцов: Страницы жизни и творчества» (Воронеж, 1984).
Умерла 13 июня 1989 года в Москве. Похоронена на Донском кладбище.
В РГАЛИ имеются документы, относящиеся к Н. Д. Эфрос.